# Ozarba hypoxanthella
Ozarba hypoxanthella är en fjärilsart som beskrevs av Embrik Strand 1917. Ozarba hypoxanthella ingår i släktet Ozarba och familjen nattflyn. Inga underarter finns listade i Catalogue of Life.